# Sanet y Negrals
Sanet y Negrals (en valenciano, Sanet i els Negrals) es un municipio de la Comunidad Valenciana (España).
Situado en el noreste de la provincia de Alicante, en la comarca de la Marina Alta.
Cuenta con una población de 722 habitantes (INE 2024).

## Geografía
Se encuentra pegado a las faldas de la Sierra de Segaria, en la subcomarca denominada La Rectoría, con clima templado y a 10 km de la playa. Se encuentra a 82 m s. n. m. y tiene una densidad poblacional de 152,56 hab/km².
Su extensión territorial abarca 3,9 km².
Limita con los términos municipales de Beniarbeig, Benidoleig, Benimeli y Tormos.

## Historia
En épocas prehistóricas todo el valle constituyó una marjal que se inundaba en las épocas lluviosas. En verano las zonas menos profundas se secaban, y la hierba fresca alimentaba a los rumiantes, ciervos, gacelas, gamos, corzos y caballos que servían de alimento a los grandes felinos que habitaban la zona, especialmente el león. El hombre del Paleolítico, y posteriormente del Neolítico, habitó estos lares y aprovechó la riqueza del lugar asentándose en las numerosas cuevas que lo rodean, Cueva del Colom, Cueva del Corb, Cueva de las Calaveras, etc.
Aunque el municipio de Sanet es bastante posterior, existen evidencias de asentamientos humanos desde tiempos muy tempranos. En la cima de sierra de Segaria se encuentran los restos de un antiguo poblado íbero, probablemente edetano, del siglo VI a. C. (SAGVNTVM (P.L.A.V.), 36, 2004: 61 - 75).
Contemporánea de estos asentamientos es la legendaria ciudad de Hemeroscopio, situada en las inmediaciones del Cabo de la Nao, en Jávea, a escasos 20 km de Sanet. La fundación de Heroskopeion fue el primer intento griego de colonización de la península ibérica. Heródoto narra esta colonización de manera legendaria (viaje de Coleo de Samos hasta el reino tartesio de Argantonio).
Estrabón, nacido en Ponto (Amasías) en el 63 a. C., en su Libro III dedicado íntegramente a Iberia, también cuenta de la mítica ciudad de Hemeroscopio: "Entre el Sucro (Júcar) y Cartagena, existen tres poblaciones masaliotas. De ellas la más famosa es Hemeroscopio que tiene sobre su promontorio litoral un templo que venera a la Ártemis Efesia".
En 1997 se descubrió en el término municipal de Sanet una placa funeraria opistógrafa de origen romano datada en el siglo I d. C. en la que se puede leer: D(is) M(anibus) s[s(acrum)] / Nom[as] / h(ic) ia[cet] / s(it) t(ibi) t(erra)[l(euis)].
Los asentamientos romanos en la zona fueron abundantes, siendo el más importante el de Dianium (Denia).
La sierra de Segaria, a la falda de la cual se encuentra el pueblo de Sanet, es rica en restos arqueológicos. Además del poblado íbero son importantes los restos de la Cueva Bolumini, los restos de las terrazas de los árabes y los restos de lo que fue la suntuosa casa del príncipe árabe Abd-El-Melichi Almuzafar, conocidos como "La Silla del Rey Moro" (La Cadireta del Rei Moro).
En época cristiana este castillo fue administrado desde 1257 por En Carroz, señor de Rebollet. Se consideró un bastión importante contra los insurrectos moriscos de la época del Al-Azdrach, pues fue uno de los castillos que Jaime I ordenó que fuera avituallado convenientemente en previsión de un ataque moro.
Como curiosidad cabe destacar que el primer registro escrito de la utilización del término "lengua catalana" hace referencia a este municipio. Se trata de la cesión de los sitios de Sagra y Sanet a la Orden de Santiago, firmado por el notario Bernat Soler el 17 de septiembre de 1341 (Archivo Histórico Nacional, Órdenes Militares, Uclés, Sagra y Sanet, carpeta 307, núm. 6).
En 1570 fue adquirido el Lloc de Negrals por D. Lorenzo Merita, primer señor de Merita, durante el reinado de Felipe II.
La expulsión de los moriscos afectó enormemente al estatus de los que, por aquel entonces, eran pueblos independientes. Como consecuencia de la disposición de las Cortes de 1626 el pueblo de Negrals perdió su condición de pueblo. En esta disposición se establecía que los pueblos afectados por la expulsión de los moriscos que no consiguiesen atraer suficientes repobladores perderían su condición como tales. A raíz de estos acontecimientos, los señores Pascual, hidalgos de Oliva a los que pertenecía el pueblo desde antiguo, perdieron las competencias jurisdiccionales en favor del marqués de Denia.
A diferencia de los acontecido con el pueblo de Negrals, los pueblos de Sagra y Sanet sí consiguieron atraer suficientes repobladores y pudieron mantener su estatus. Los cristianos viejos que repoblaron estos lares provenían de pueblos cercanos, tales como Penáguila, Oliva y Pego, y de zonas más distantes como Cataluña y Mallorca.
En 1834 se unieron los dos núcleos formando el actual Sanet y Negrals.
En esa época, los brotes de cólera estaban afectando a la población de manera recurrente y eran muchos los que abandonaban las grandes ciudades huyendo de la misma. Ese mismo año, 1834, llegó a la zona una ilustre señora, llamada Doña Dionisia Torres García de Navasqüés, viuda del teniente coronel Don Antonio Barta Estébanez, procedente de Zaragoza para resguardarse de la epidemia. Las autoridades de la zona, careciendo de instalaciones más apropiadas para ello, establecieron que la mujer se mantuviese en cuarentena una cueva cercana. La señora fue en un principio asistida por la familia Mut-Torres con la que mantenía algún parentesco, pero terminó por morir en la misma el 6 de noviembre de ese año. Al poco tiempo también murió su asistente, Pedro Mut, y 18 personas más de la zona por la pandemia. En recuerdo a estos sucesos, a la mencionada cueva se la conoce en la actualidad como a la Cueva de la Señora.
Existen evidencias que indican que habitantes de Sanet y Negrals participaron en las revueltas de 1848, tal y como indica la orden de busca y captura contra José Gómez (Secretario de Sanet y Negrals).
Estas revueltas fueron importantes en la provincia de Alicante, y pretendían extender los efectos de la revolución parisina que consiguió derrocar a Luis Felipe e instaurar la Segunda República en Francia. La revolución de 1848, aunque pretendía acabar con el reinado de Isabel II y cambiar la situación política, reflejaba también el descontento popular consecuencia de la crisis agudizada desde 1846.
En 1858 tomó posesión el primer vicario de la iglesia de Santa Ana.

## Geografía humana

### Demografía
Cuenta con una población de 722 habitantes (INE 2024).
| Gráfica de evolución demográfica de Sanet y Negrals entre 1842 y 2021                                                 |
| |
| Población de derecho según los censos de población del INE. Población de hecho según los censos de población del INE. |

| Nacionalidad | Hombres | Mujeres | Total | %     | Proporción |
| ------------ | ------- | ------- | ----- | ----- | ---------- |
| Española     | 243     | 231     | 474   | 64.5% |            |
| Extranjera   | 121     | 139     | 260   | 35.4% |            |

### Economía
Basada tradicionalmente en la agricultura, predomina el sector citrícola.

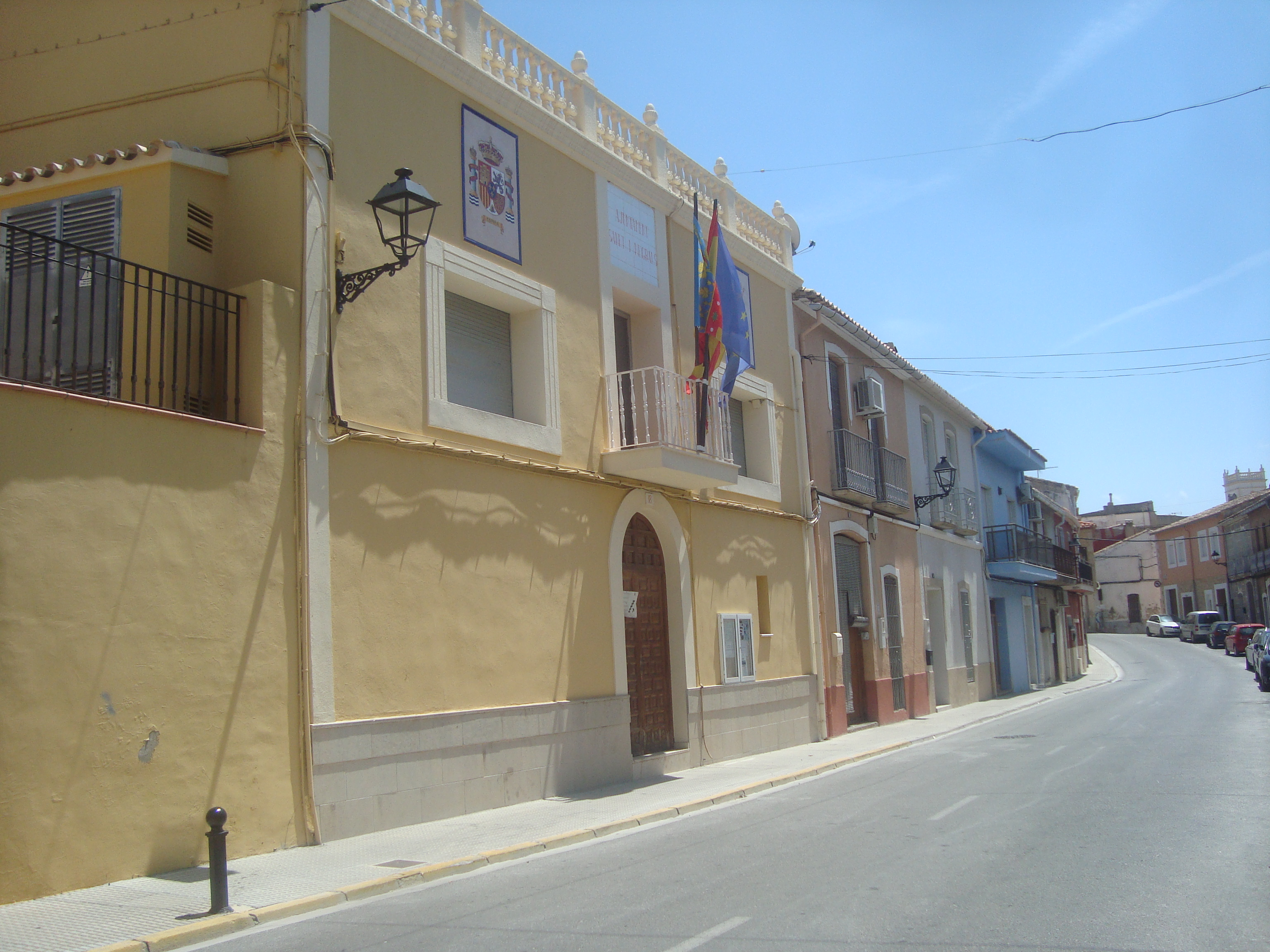
Ayuntamiento de Sanet i Negrals (Alicante)

## Política
| Periodo   | Nombre                                                                               | Partido |
| --------- | ------------------------------------------------------------------------------------ | ------- |
| 1979-1983 | Vicente Mut Costela                                                                  | UCD     |
| 1983-1987 | Vicente Mut Costela                                                                  | AP      |
| 1987-1991 | Vicente Fornés García                                                                | AP      |
| 1991-1995 | Pascual Riera Vives                                                                  | PP      |
| 1995-1999 | Pascual Riera Vives                                                                  | PP      |
| 1999-2003 | Pascual Riera Vives                                                                  | PP      |
| 2003-2007 | Pascual Riera Vives                                                                  | PP      |
| 2007-2011 | Pascual Riera Vives                                                                  | PP      |
| 2011-2015 | Juan Alejandro Mut Sirera                                                            | I-SANET |
| 2015-2019 | Juan Alejandro Mut Sirera (2015-2017) Joaquín Gavilá Mengual (2017-)[cita requerida] | I-SANET |

## Monumentos y lugares de interés
- Iglesia Parroquial. De estilo románico.

- La Señoría. Palacete de los Señores de Merita, situado en el casco urbano.

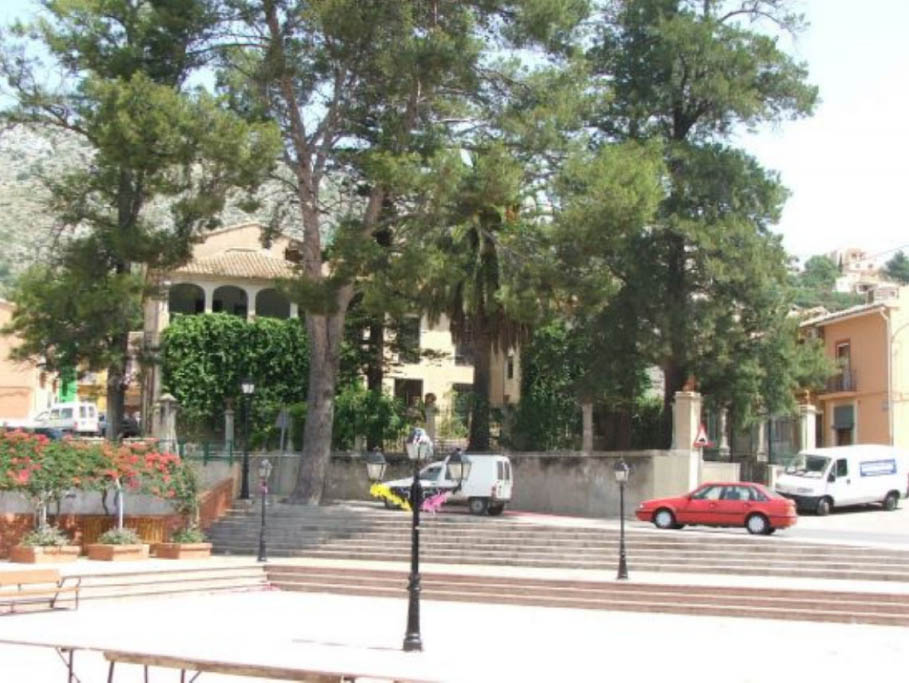
La Señoría

- La Magnolia. Árbol centenario importado de América. De alto interés botánico, se trata de una especie anterior a la aparición de las abejas y por ello sus flores se desarrollaron para que pudiesen ser polinizadas por escarabajos. Como consecuencia, poseen duros carpelos para evitar su deterioro. Se han encontrado especímenes fosilizados de M. acuminata con 20 millones de años y se han podido identificar plantas pertenecientes a la familia Magnoliaceae que datan de hace 95 millones de años. Como curiosidad, se trata del árbol más grande de la provincia de Alicante.

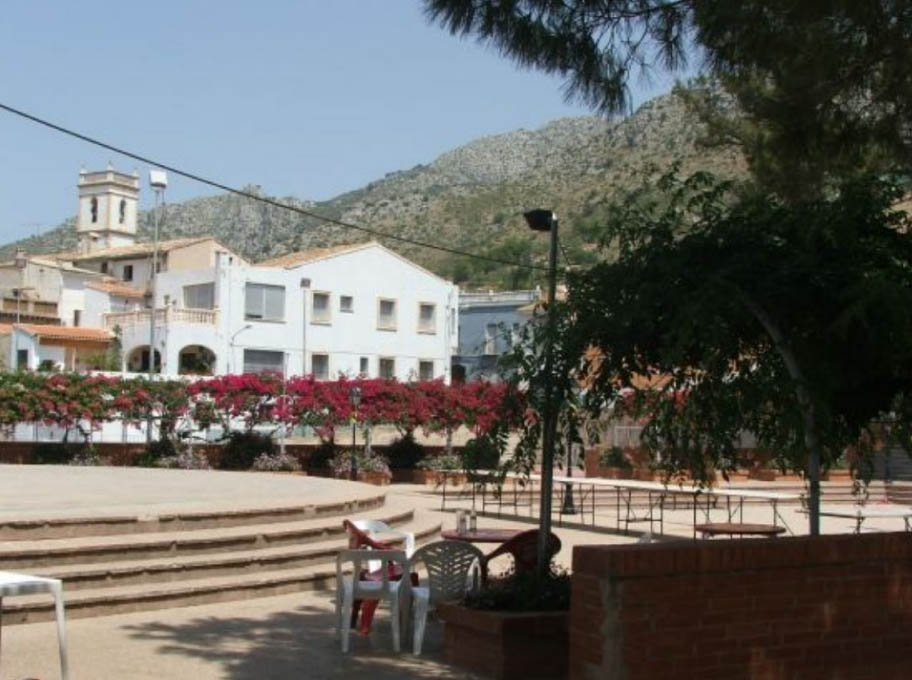
Plaza del Cristo

- Plaza del Cristo. Plaza construida por participación económica de todo el pueblo, ofrece una vista panorámica inmejorable del valle.

## Fiestas
- Fiestas de la Colombófila. Fiestas celebradas en junio en honor a san Antonio y a la Juventud.

- Fiestas del Cristo. Fiestas patronales celebradas en la primera semana de septiembre en honor del Cristo de la Salud y santa Ana.